# 黄昏を止めて
「黄昏を止めて」（たそがれをとめて）は、2011年4月13日に発売された德永英明47枚目のシングル。

## 解説
前作「春の雪」から僅か3ヶ月ぶり、25周年アニバーサリーライブイヤー第2弾シングル。

## パッケージ仕様
DVD付初回限定盤A,Bと通常盤の3形態で発売。
初回限定盤Aは『黄昏を止めて』 ミュージック・ビデオ（TOYOTA「アイシス」エディション）、TOYOTA 「アイシス」 TV-CM（ゴールデン・モーメント篇・写真篇15秒・写真篇30秒）、メイキング映像収録DVD付。
初回限定盤Bは『黄昏を止めて』 ミュージック・ビデオ（オリジナル・エディション）収録DVD付。

## 収録曲
全曲　作曲：德永英明
1. 黄昏を止めて
  - 作詞:山田ひろし　編曲:坂本昌之
  - 実に20年振りのCM出演となったトヨタ自動車「アイシス」CF曲。本作に関し德永は1stアルバム『Radio』収録曲「心の中はバラード」を意識して作ったとのこと。
2. 壊れかけのRadio 〜 25th Anniversary Track 〜
  - 作詞:德永英明　編曲：瀬尾一三
  - 「Rainy Blue」に続くデビュー25周年を記念して制作したセルフカバー。
3. 黄昏を止めて（Instrumental）
4. 壊れかけのRadio 〜 25th Anniversary Track 〜（Instrumental）